# Llista d'asteroides/120001–120100
| Nom                 | Designació provisional | Data de descobriment | Lloc de descobriment | Descobridor/s          |
| ------------------- | ---------------------- | -------------------- | -------------------- | ---------------------- |
| 120001 -            | 2002 YL15              | 31 de desembre, 2002 | Socorro              | LINEAR                 |
| 120002 -            | 2002 YD20              | 31 de desembre, 2002 | Socorro              | LINEAR                 |
| 120003 -            | 2002 YU23              | 31 de desembre, 2002 | Socorro              | LINEAR                 |
| 120004 -            | 2002 YB24              | 31 de desembre, 2002 | Socorro              | LINEAR                 |
| 120005 -            | 2002 YB31              | 31 de desembre, 2002 | Socorro              | LINEAR                 |
| 120006 -            | 2002 YK31              | 31 de desembre, 2002 | Socorro              | LINEAR                 |
| 120007 -            | 2002 YV31              | 31 de desembre, 2002 | Socorro              | LINEAR                 |
| 120008 -            | 2003 AN5               | 1 de gener, 2003     | Socorro              | LINEAR                 |
| 120009 -            | 2003 AU5               | 1 de gener, 2003     | Socorro              | LINEAR                 |
| 120010 -            | 2003 AV5               | 1 de gener, 2003     | Socorro              | LINEAR                 |
| 120011 -            | 2003 AY5               | 1 de gener, 2003     | Socorro              | LINEAR                 |
| 120012 -            | 2003 AR7               | 2 de gener, 2003     | Socorro              | LINEAR                 |
| 120013 -            | 2003 AU17              | 5 de gener, 2003     | Anderson Mesa        | LONEOS                 |
| 120014 -            | 2003 AT21              | 5 de gener, 2003     | Socorro              | LINEAR                 |
| 120015 -            | 2003 AO24              | 4 de gener, 2003     | Socorro              | LINEAR                 |
| 120016 -            | 2003 AY27              | 4 de gener, 2003     | Socorro              | LINEAR                 |
| 120017 -            | 2003 AD37              | 7 de gener, 2003     | Socorro              | LINEAR                 |
| 120018 -            | 2003 AV38              | 7 de gener, 2003     | Socorro              | LINEAR                 |
| 120019 -            | 2003 AF39              | 7 de gener, 2003     | Socorro              | LINEAR                 |
| 120020 -            | 2003 AV40              | 7 de gener, 2003     | Socorro              | LINEAR                 |
| 120021 -            | 2003 AW40              | 7 de gener, 2003     | Socorro              | LINEAR                 |
| 120022 -            | 2003 AA41              | 7 de gener, 2003     | Socorro              | LINEAR                 |
| 120023 -            | 2003 AW44              | 5 de gener, 2003     | Socorro              | LINEAR                 |
| 120024 -            | 2003 AN50              | 5 de gener, 2003     | Socorro              | LINEAR                 |
| 120025 -            | 2003 AT52              | 5 de gener, 2003     | Socorro              | LINEAR                 |
| 120026 -            | 2003 AR55              | 5 de gener, 2003     | Socorro              | LINEAR                 |
| 120027 -            | 2003 AZ57              | 5 de gener, 2003     | Socorro              | LINEAR                 |
| 120028 -            | 2003 AK58              | 5 de gener, 2003     | Socorro              | LINEAR                 |
| 120029 -            | 2003 AD60              | 5 de gener, 2003     | Socorro              | LINEAR                 |
| 120030 -            | 2003 AF65              | 7 de gener, 2003     | Socorro              | LINEAR                 |
| 120031 -            | 2003 AZ68              | 9 de gener, 2003     | Socorro              | LINEAR                 |
| 120032 -            | 2003 AV69              | 8 de gener, 2003     | Socorro              | LINEAR                 |
| 120033 -            | 2003 AZ70              | 10 de gener, 2003    | Kitt Peak            | Spacewatch             |
| 120034 -            | 2003 AK71              | 10 de gener, 2003    | Kitt Peak            | Spacewatch             |
| 120035 -            | 2003 AB75              | 10 de gener, 2003    | Socorro              | LINEAR                 |
| 120036 -            | 2003 AM89              | 4 de gener, 2003     | Socorro              | LINEAR                 |
| 120037 -            | 2003 AG91              | 5 de gener, 2003     | Socorro              | LINEAR                 |
| 120038 Franlainsher | 2003 BR1               | 26 de gener, 2003    | Wrightwood           | J. W. Young            |
| 120039 -            | 2003 BA2               | 25 de gener, 2003    | Anderson Mesa        | LONEOS                 |
| 120040 Pagliarini   | 2003 BF5               | 24 de gener, 2003    | La Silla             | A. Boattini, H. Scholl |
| 120041 -            | 2003 BS6               | 24 de gener, 2003    | Palomar              | NEAT                   |
| 120042 -            | 2003 BQ9               | 26 de gener, 2003    | Palomar              | NEAT                   |
| 120043 -            | 2003 BA11              | 26 de gener, 2003    | Anderson Mesa        | LONEOS                 |
| 120044 -            | 2003 BX20              | 27 de gener, 2003    | Haleakala            | NEAT                   |
| 120045 -            | 2003 BB25              | 25 de gener, 2003    | Palomar              | NEAT                   |
| 120046 -            | 2003 BT26              | 26 de gener, 2003    | Anderson Mesa        | LONEOS                 |
| 120047 -            | 2003 BR27              | 26 de gener, 2003    | Anderson Mesa        | LONEOS                 |
| 120048 -            | 2003 BJ29              | 27 de gener, 2003    | Anderson Mesa        | LONEOS                 |
| 120049 -            | 2003 BT29              | 27 de gener, 2003    | Socorro              | LINEAR                 |
| 120050 -            | 2003 BE40              | 27 de gener, 2003    | Kitt Peak            | Spacewatch             |
| 120051 -            | 2003 BO66              | 30 de gener, 2003    | Anderson Mesa        | LONEOS                 |
| 120052 -            | 2003 BD67              | 30 de gener, 2003    | Haleakala            | NEAT                   |
| 120053 -            | 2003 BW69              | 30 de gener, 2003    | Anderson Mesa        | LONEOS                 |
| 120054 -            | 2003 BR71              | 28 de gener, 2003    | Socorro              | LINEAR                 |
| 120055 -            | 2003 BD76              | 29 de gener, 2003    | Palomar              | NEAT                   |
| 120056 -            | 2003 BA79              | 31 de gener, 2003    | Anderson Mesa        | LONEOS                 |
| 120057 -            | 2003 BJ82              | 31 de gener, 2003    | Socorro              | LINEAR                 |
| 120058 -            | 2003 BZ83              | 31 de gener, 2003    | Socorro              | LINEAR                 |
| 120059 -            | 2003 BA84              | 31 de gener, 2003    | Anderson Mesa        | LONEOS                 |
| 120060 -            | 2003 BP84              | 30 de gener, 2003    | Haleakala            | NEAT                   |
| 120061 -            | 2003 CO1               | 1 de febrer, 2003    | Palomar              | NEAT                   |
| 120062 -            | 2003 CQ4               | 1 de febrer, 2003    | Socorro              | LINEAR                 |
| 120063 -            | 2003 CE5               | 1 de febrer, 2003    | Socorro              | LINEAR                 |
| 120064 -            | 2003 CD6               | 1 de febrer, 2003    | Socorro              | LINEAR                 |
| 120065 -            | 2003 CM6               | 1 de febrer, 2003    | Socorro              | LINEAR                 |
| 120066 -            | 2003 CH16              | 7 de febrer, 2003    | Palomar              | NEAT                   |
| 120067 -            | 2003 CQ18              | 6 de febrer, 2003    | Kitt Peak            | Spacewatch             |
| 120068 -            | 2003 DC1               | 21 de febrer, 2003   | Palomar              | NEAT                   |
| 120069 -            | 2003 DZ3               | 22 de febrer, 2003   | Palomar              | NEAT                   |
| 120070 -            | 2003 DC8               | 22 de febrer, 2003   | Palomar              | NEAT                   |
| 120071 -            | 2003 DM16              | 21 de febrer, 2003   | Palomar              | NEAT                   |
| 120072 -            | 2003 DD18              | 19 de febrer, 2003   | Palomar              | NEAT                   |
| 120073 -            | 2003 DR19              | 22 de febrer, 2003   | Palomar              | NEAT                   |
| 120074 Bass         | 2003 EA                | 1 de març, 2003      | Jornada              | D. S. Dixon            |
| 120075 -            | 2003 EE2               | 5 de març, 2003      | Socorro              | LINEAR                 |
| 120076 -            | 2003 EO2               | 5 de març, 2003      | Socorro              | LINEAR                 |
| 120077 -            | 2003 EU3               | 6 de març, 2003      | Palomar              | NEAT                   |
| 120078 -            | 2003 EH4               | 6 de març, 2003      | Desert Eagle         | W. K. Y. Yeung         |
| 120079 -            | 2003 EB10              | 6 de març, 2003      | Anderson Mesa        | LONEOS                 |
| 120080 -            | 2003 ET11              | 6 de març, 2003      | Socorro              | LINEAR                 |
| 120081 -            | 2003 ED12              | 6 de març, 2003      | Socorro              | LINEAR                 |
| 120082 -            | 2003 EN12              | 6 de març, 2003      | Socorro              | LINEAR                 |
| 120083 -            | 2003 EH17              | 5 de març, 2003      | Socorro              | LINEAR                 |
| 120084 -            | 2003 EW20              | 6 de març, 2003      | Anderson Mesa        | LONEOS                 |
| 120085 -            | 2003 EO23              | 6 de març, 2003      | Socorro              | LINEAR                 |
| 120086 -            | 2003 EU24              | 6 de març, 2003      | Socorro              | LINEAR                 |
| 120087 -            | 2003 ET25              | 6 de març, 2003      | Anderson Mesa        | LONEOS                 |
| 120088 -            | 2003 EW32              | 7 de març, 2003      | Anderson Mesa        | LONEOS                 |
| 120089 -            | 2003 EA34              | 7 de març, 2003      | Kitt Peak            | Spacewatch             |
| 120090 -            | 2003 EB35              | 7 de març, 2003      | Socorro              | LINEAR                 |
| 120091 -            | 2003 EH35              | 7 de març, 2003      | Socorro              | LINEAR                 |
| 120092 -            | 2003 EB36              | 7 de març, 2003      | Anderson Mesa        | LONEOS                 |
| 120093 -            | 2003 EE38              | 8 de març, 2003      | Anderson Mesa        | LONEOS                 |
| 120094 -            | 2003 ET39              | 8 de març, 2003      | Socorro              | LINEAR                 |
| 120095 -            | 2003 EN42              | 9 de març, 2003      | Socorro              | LINEAR                 |
| 120096 -            | 2003 EG47              | 9 de març, 2003      | Anderson Mesa        | LONEOS                 |
| 120097 -            | 2003 EG50              | 10 de març, 2003     | Campo Imperatore     | Campo Imperatore       |
| 120098 -            | 2003 EJ50              | 10 de març, 2003     | Campo Imperatore     | Campo Imperatore       |
| 120099 -            | 2003 EV55              | 9 de març, 2003      | Socorro              | LINEAR                 |
| 120100 -            | 2003 EY57              | 9 de març, 2003      | Socorro              | LINEAR                 |